# Ordre de bataille lors de la bataille de Mondovi
Pour un article plus général, voir Bataille de Mondovi.
 (mai 2025).
Si vous disposez d'ouvrages ou d'articles de référence ou si vous connaissez des sites web de qualité traitant du thème abordé ici, merci de compléter l'article en donnant les références utiles à sa vérifiabilité et en les liant à la section « Notes et références ».
Ce qui suit est l'ordre de bataille des forces militaires en présence lors de la bataille de Mondovi, qui eut lieu le 21 avril 1796 pendant les guerres de la première coalition entre l'armée française de Bonaparte et ce qui restait des troupes du royaume de Sardaigne sous les ordres du général Colli.

## Forces Françaises
Légendes :
- LtG. = lieutenant général
- GEC = général en chef
- GdB. = général de brigade
- MjG. = major général
- Cap. = capitaine
- GdD. = général de division
- Col. = colonel
- LtCol. = lieutenant colonel
- CdB = chef de bataillon

| Unité                                                                                                | Eff. Hist. | Notes                                            |
| Bonaparte – GEC.                                                                                     | 2 294      |                                                  |
| |            |                                                  |
| GdD. Jean-Baptiste Meynier – div. d'inf.                                                             |            | marche sur le bric de la Ciocca                  |
| Rég. d'inf. – 1re demi-brigade légère de première formation – chef de brigade Henri François Fornésy |            |                                                  |
| 2e bataillon de la 1re demi-brigade légère                                                           | 517        |                                                  |
| |            |                                                  |
| GdB. Jean Jacques Bernardin Colaud de La Salcette – brigade d'inf.                                   | 1 440      |                                                  |
| Rég. d'inf. – 8e demi-brigade légère – CdB. Destaing                                                 |            |                                                  |
| 1er bataillon de la 8e demi-brigade légère                                                           | 400        |                                                  |
| 2e bataillon de la 8e demi-brigade légère                                                            | 400        |                                                  |
| 3e bataillon de la 8e demi-brigade légère                                                            | 400        |                                                  |
| 3 cie de carabiniers de la 8e demi-brigade légère                                                    | 240        |                                                  |
| |            |                                                  |
| GdB. Elzéar-Auguste Cousin de Dommartin – brigade d'inf.                                             | 3 115      | sous Jean Mathieu Philibert Sérurier à sa droite |
| Rég. d'inf. – 84e demi-brigade                                                                       |            |                                                  |
| 1er bataillon de la 84e demi-brigade                                                                 | 1 083      |                                                  |
| 2e bataillon de la 84e demi-brigade                                                                  | 1 163      |                                                  |
| 3e bataillon de la 84e demi-brigade                                                                  | 721        |                                                  |
| |            |                                                  |
| Artillerie                                                                                           |            |                                                  |
| 3 pièces légères de 3 livres de campagne                                                             | 26         |                                                  |
| Sapeurs du 5e bataillon                                                                              | 122        |                                                  |
| |            |                                                  |
| GdD. Sérurier – 2e div. d'inf.                                                                       | 9 055      |                                                  |
| |            |                                                  |
| GdB. Fiorella – brigade d'inf.                                                                       | 2 260      | des Molline attaque La Madone puis Li Gari       |
| Bataillon des grenadiers des 46e et 56e                                                              | 320        |                                                  |
| Rég. d'inf. – 46e demi-brigade                                                                       |            |                                                  |
| 1er bataillon de la 46e demi-brigade                                                                 | 970        |                                                  |
| 2e bataillon de la 46e demi-brigade                                                                  | 970        |                                                  |
| 3e bataillon de la 46e demi-brigade                                                                  | 1 049      |                                                  |
| |            |                                                  |
| GdB. Guyeux – brigade d'inf.                                                                         | 3 216      | attaque depuis le Bric Bellana                   |
| Bataillon des grenadiers de la 19e                                                                   | 240        |                                                  |
| Rég. d'inf. – 19e demi-brigade                                                                       |            |                                                  |
| 1er bataillon de la 19e demi-brigade                                                                 | 992        |                                                  |
| 2e bataillon de la 19e demi-brigade                                                                  | 992        |                                                  |
| 3e bataillon de la 19e demi-brigade                                                                  | 992        |                                                  |
| |            |                                                  |
| GdB. Pelletier – brigade d'inf.                                                                      | 3 373      | attaque avec Guyeux à sa droite                  |
| Rég. d'inf. – 12e demi-brigade provisoire                                                            | 450        |                                                  |
| 6e bataillon de l'Hérault                                                                            |            |                                                  |
| 7e bataillon de l'Hérault                                                                            |            |                                                  |
| Rég. d'inf. – 56e demi-brigade                                                                       |            |                                                  |
| 1er bataillon de la 56e demi-brigade                                                                 | 948        |                                                  |
| 2e bataillon de la 56e demi-brigade                                                                  | 948        |                                                  |
| 3e bataillon de la 56e demi-brigade                                                                  | 1 027      |                                                  |
| |            |                                                  |
| Artillerie de division                                                                               | 206        |                                                  |
| 8 pièces de 4 livres de campagne                                                                     | 68         |                                                  |
| 6 pièces légères de 3 livres de campagne                                                             | 52         |                                                  |
| Détachement du 6e sapeurs                                                                            | 86         |                                                  |
| |            |                                                  |
| GdB. Beaumon – brigade de cavalerie                                                                  | 1 475      | suit l'infanterie sur Vico puis ira sur Carasson |
| Rég. de cav. – 25e chasseurs                                                                         |            |                                                  |
| 4 escadrons                                                                                          | 350        |                                                  |
| Rég. de cav. – 1er hussard                                                                           |            |                                                  |
| 4 escadrons                                                                                          | 575        |                                                  |
| Rég. de cav. – 22e chasseurs                                                                         |            |                                                  |
| 4 escadrons                                                                                          | 400        |                                                  |
| Rég. de cav. – 20e dragons – chef d'esc. Thomas                                                      |            |                                                  |
| 2 escadrons                                                                                          | 150        |                                                  |
| |            |                                                  |
| GdD. Stengel – 1re division                                                                          | 400        | De Briaglia vers Santa Croce                     |
| Rég. de cav. – 1er hussard                                                                           |            |                                                  |
| 1 piquet pour ordonnance                                                                             | 25         |                                                  |
| Rég. de cav. – 5e dragons                                                                            |            |                                                  |
| 4 escadrons                                                                                          | 225        |                                                  |
| Rég. de cav. – 20e dragons – chef d'esc. Boussard                                                    |            | rejoint Stengel vers les 16 h                    |
| 2 escadrons                                                                                          | 150        |                                                  |
| |            |                                                  |

## Forces sardes
Légendes :
- LtG. = lieutenant général
- GEC = général en chef
- GdB. = général de brigade
- MjG. = major général
- Cap. = capitaine
- GdD. = général de division
- Col. = colonel
- LtCol. = lieutenant colonel

| Unité                                                  | Eff. Hist. | Notes                                                        |
| LtG. Colli – armée sarde – GEC                         | 8 443      |                                                              |
|                                                        |            |                                                              |
| MjG. Dellera – défense de Mondovi                      | 1 269      |                                                              |
|                                                        |            |                                                              |
| Rég. d'inf. – 1er national aux gardes – Col. Mussan    |            |                                                              |
| 1er bataillon de fusiliers                             | 220        |                                                              |
| 2e bataillon de fusiliers                              | 220        |                                                              |
|                                                        |            |                                                              |
| Rég. d'inf. – 3e étranger Stettler                     |            |                                                              |
| 1er bataillon de fusiliers                             | 227        | ira renforcer le Briquet pendant l'attaque                   |
| 2e bataillon de fusiliers                              | 225        |                                                              |
| 3e bataillon de fusiliers                              | 227        |                                                              |
|                                                        |            |                                                              |
| Rég. d'inf. – 12e provincial Tortone                   |            |                                                              |
| 3 cie de fusiliers                                     | 150        |                                                              |
|                                                        |            |                                                              |
| MjG. Dichat – défense du secteur du Briquet            | 1 161      |                                                              |
|                                                        |            |                                                              |
| Rég. d'inf. – grenadiers réunis – MjG. Chiusa          |            | à la droite du 9e bat. de grenadiers                         |
| 1er bataillon de grenadiers                            | 112        |                                                              |
| 3e bataillon de grenadiers                             | 112        |                                                              |
|                                                        |            |                                                              |
| Rég. d'inf. – grenadiers réunis – MjG. Dichat          |            |                                                              |
| 8e bataillon de grenadiers                             | 256        | au Briquet                                                   |
| 9e bataillon de grenadiers                             | 254        | à la droite du Briquet en peu en arrière                     |
|                                                        |            |                                                              |
| Rég. d'inf. – grenadiers réunis – Col. Varax           |            | sur la crête de Moje, à la cassine le Moje                   |
| 4e bataillon de grenadiers                             | 165        |                                                              |
| 6e bataillon de grenadiers                             | 166        |                                                              |
|                                                        |            |                                                              |
| Artillerie                                             |            |                                                              |
| 2 pièces de 8 livres de campagne                       | 16         | au Briquet                                                   |
| 2 pièces de 4 livres de campagne                       | 16         | au Briquet                                                   |
| 2 obusiers                                             | 16         | au Briquet                                                   |
| 2 pièces de campagne                                   | 16         | à Li Gari                                                    |
| 4 pièces de campagne                                   | 32         | à Santa Croce                                                |
|                                                        |            |                                                              |
| MjG. Vital – défense du secteur de Vico                | 3 266      |                                                              |
|                                                        |            |                                                              |
| Rég. d'inf. – grenadiers royaux – Col. Mazzetti        |            | sur le flanc droit de Vico en avant de la chapelle St-Joseph |
| 1er bataillon de grenadiers                            | 142        |                                                              |
| 2e bataillon de grenadiers                             | 142        |                                                              |
| Cie de chasseur volontaire                             | 30         |                                                              |
|                                                        |            |                                                              |
| Rég. d'inf. – Oneille – MjG. Vital                     |            | sommité de la bute St-Roch                                   |
| 1er bataillon de fusiliers                             | 196        |                                                              |
| 2e bataillon de fusiliers                              | 200        |                                                              |
| 2 cie de chasseurs et grenadiers                       | 84         |                                                              |
|                                                        |            |                                                              |
| Rég. de Pionniers – Flumet                             |            | à la gauche du teit de Voena en avant de Vico                |
| 1er bataillon de pionniers                             | 271        |                                                              |
| 2e bataillon de pionniers – Cap. Buschetti             | 270        |                                                              |
|                                                        |            |                                                              |
| Rég. d'inf. – 2e national Savoie – LtCol. Deloche      |            | dans un pré en arrière de la Coste                           |
| 1er bataillon de fusiliers                             | 245        |                                                              |
| 2e bataillon de fusiliers                              | 241        |                                                              |
|                                                        |            |                                                              |
| Rég. d'inf. – 8e provincial Asti – Col. Sainte-Rose    |            | à la droite du teit de Voena en avant de Vico                |
| 1er bataillon de fusiliers                             | 271        |                                                              |
| 2e bataillon de fusiliers                              | 270        |                                                              |
|                                                        |            |                                                              |
| Cie. d'inf. – Croates du corps de Giulay               |            | sur le flanc de la route de St-Michele en avant de Vico      |
| 6 cie de Grenz                                         | 343        |                                                              |
|                                                        |            |                                                              |
| Rég. d'inf. – Belgioso – Autrichiens                   |            | dans les près à la gauche du château de Vico                 |
| 1er bataillon de fusiliers                             | 272        |                                                              |
| 2e bataillon de fusiliers                              | 273        |                                                              |
|                                                        |            |                                                              |
| Artillerie                                             |            |                                                              |
| 2 pièces de 4 livres de campagne                       | 16         | dans Vico à la droite de Monta di Odella                     |
|                                                        |            |                                                              |
| GdB. Civalieri – défense du secteur droit de Bon Jésus | 2 747      |                                                              |
|                                                        |            |                                                              |
| Rég. d'inf. – chasseurs volontaires – LtCol. d'Auvarre |            | au Molline, puis dans les prés au-dessous de Poggio          |
| 8 cie de chasseurs francs                              | 841        |                                                              |
| 6 cie de chasseurs niçards                             | 487        |                                                              |
|                                                        |            |                                                              |
| Rég. d'inf. – 1re Légion légère – comte d'Antignan     |            | au Bon Jésus, puis sur la crête de St-Roch                   |
| 1er bataillon de chasseurs                             | 334        |                                                              |
|                                                        |            |                                                              |
| Rég. d'inf. – 2e Légion légère – LtCol. Bellegarde     |            | au Bon Jésus, puis sur la crête de St-Roch                   |
| Bataillon de chasseurs de Bellegarde                   | 208        |                                                              |
| Bataillon de chasseurs de Balegno – Mj. Sauti          | 146        |                                                              |
| 6 cie de chasseurs et grenadiers                       | 154        |                                                              |
|                                                        |            |                                                              |
| Rég. d'inf. – chasseurs de Colli – Col. Colli          |            |                                                              |
| 1er bataillon de chasseurs                             | 178        | au teit Madone, puis dans les prés au-dessous de Poggio      |
| 2e bataillon de chasseurs                              | 179        | aux roches de Pisol, puis dans les prés au-dessous de Poggio |
|                                                        |            |                                                              |
| Rég. d'inf. – Casal – Col. Fea                         |            | sur le bric de Bellana, puis sur les hauteurs de Vico        |
| 1er bataillon de fusiliers                             | 220        |                                                              |
|                                                        |            |                                                              |